# Attonitus
Attonitus is een geslacht van straalvinnige vissen uit de familie van de karperzalmen (Characidae).

## Soorten
- Attonitus bounites Vari & Ortega, 2000
- Attonitus ephimeros Vari & Ortega, 2000
- Attonitus irisae Vari & Ortega, 2000